# نت كت
نت كت (بالإنجليزية: Netcat)‏ هي أداة مساعدة لشبكة الكمبيوتر للقراءة من اتصالات الشبكة والكتابة إليها باستخدام بروتوكول التحكم بالنقل أو بروتوكول حزم بيانات المستخدم. تم تصميم الأمر ليكون خلفية يمكن الاعتماد عليها والتي يمكن استخدامها مباشرة أو بسهولة مدفوعة من قبل البرامج النصية والبرامج الأخرى.

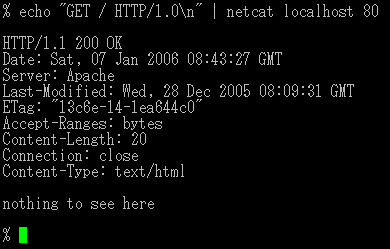
نت كت

## مميزات
تتضمن ميزات نت كت الأساسية ما يلي:
- الاتصالات الصادرة أو الواردة، بروتوكول التحكم بالنقل أو بروتوكول حزم بيانات المستخدم، من وإلى أي منافذ
- فحص كامل / عكسي لنظام أسماء النطاقات، مع التحذيرات المناسبة
- القدرة على استخدام أي منفذ مصدر محلي
- القدرة على استخدام أي عنوان مصدر شبكة تم تكوينه محليًا
- قدرات مسح المنافذ المدمجة، مع التوزيع العشوائي
- يمكن قراءة وسيطات سطر الأوامر من الإدخال القياسي
- وضع الإرسال البطيء، سطر واحد كل ثانية
- تفريغ سداسي عشري للبيانات المرسلة والمستلمة
- إمكانية اختيارية للسماح لخدمة برنامج أخرى بإنشاء اتصالات